# SESC Arsenal
O SESC Arsenal, anteriormente conhecido com Arsenal de Guerra, é atualmente um local de lazer e atração turística da cidade de Cuiabá, em Mato Grosso. Está localizado na rua 13 de Junho, S/N, no bairro do Porto. Cartão postal da capital de Mato Grosso, sua construção foi tombada pelo IPHAN (Portaria nº 63/1983).

## História
A origem do Arsenal de Guerra está na Carta Régia de 18 de abril de 1818, quando D. João VI criou o Real Trem de Guerra de Cuiabá, dando ainda instruções específicas para o seu funcionamento, baseado inteiramente no Trem de Guerra já existente na capitania de São Paulo.
Esse estabelecimento teve a construção iniciada em 22 de abril de 1819, pelo Capitão-general Francisco de Paula Magessi de Carvalho, tendo sido concluída somente em 1832, em época provincial. Em 15 de novembro de 1831, o Trem de Guerra teve o seu nome mudado para Arsenal de Guerra da Província de Mato Grosso, sendo o seu primeiro diretor o brigadeiro Jerônimo Joaquim Nunes. Em 1842, em seu recinto foi instalada a Companhia de Aprendizes de Artífices, sob o comando de um tenente subordinado ao diretor do Arsenal. Esses alunos aprendiam aí o ofício do conserto, manutenção e até construção de armas leves. Foi a primeira iniciativa oficial na província de Mato Grosso de ensino profissional.
Durante a Guerra do Paraguai, o Arsenal efetuava reparos de armas brasileiras e paraguaias, que eram devolvidas ao front de batalha para nossas tropas combatentes. Esteve o Arsenal de Guerra no epicentro dos acontecimentos, quando da Revolução e Contrarrevolução de 1892, sendo uma base revolucionária e depósito de armas e munições à época.

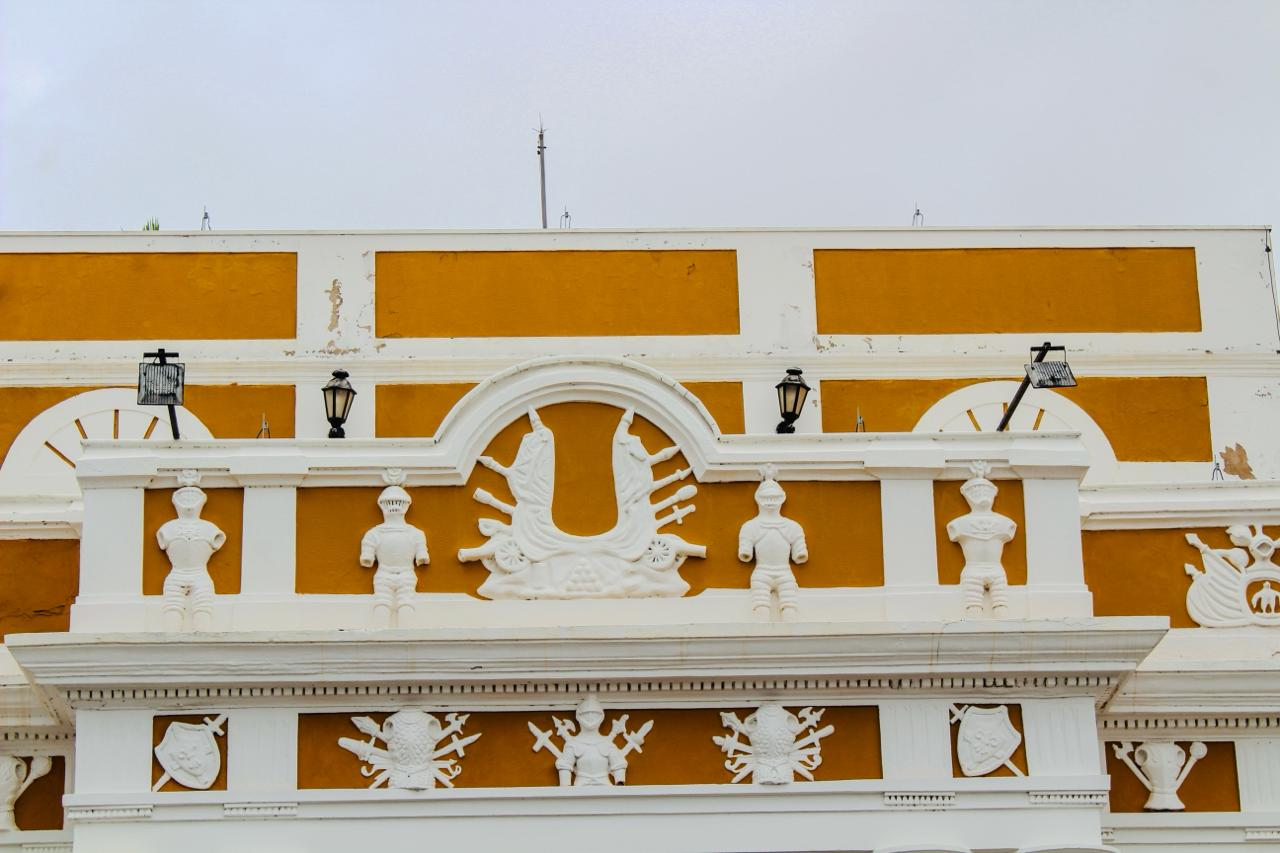
Detalhes Fachada

O Arsenal também foi uma prisão, sendo que os prisioneiros cumpriam penas trabalhando nos serviços urbanos, como limpeza de praças, ruas, córregos, abastecimento de água e no próprio Arsenal. Nessa época os condenados eram chamados de galés ou calcetas. Em fins de 1892 foi a primeira sede do 16°. Batalhão de Caçadores, e por volta de 1970, utilizado como depósito pelo 9.º Batalhão de Engenharia de Construção. Na década de 1990, através do Sesc, foi restaurado e é utilizado como centro de atividades culturais.
Atualmente em bom estado de conservação, encontra-se tombado pela Portaria nº 63/83, publicada em Diário Oficial em 9 de janeiro de 1984, constituindo o Espaço Cultural SESC na cidade.

## Características arquitetônicas

### Prédio

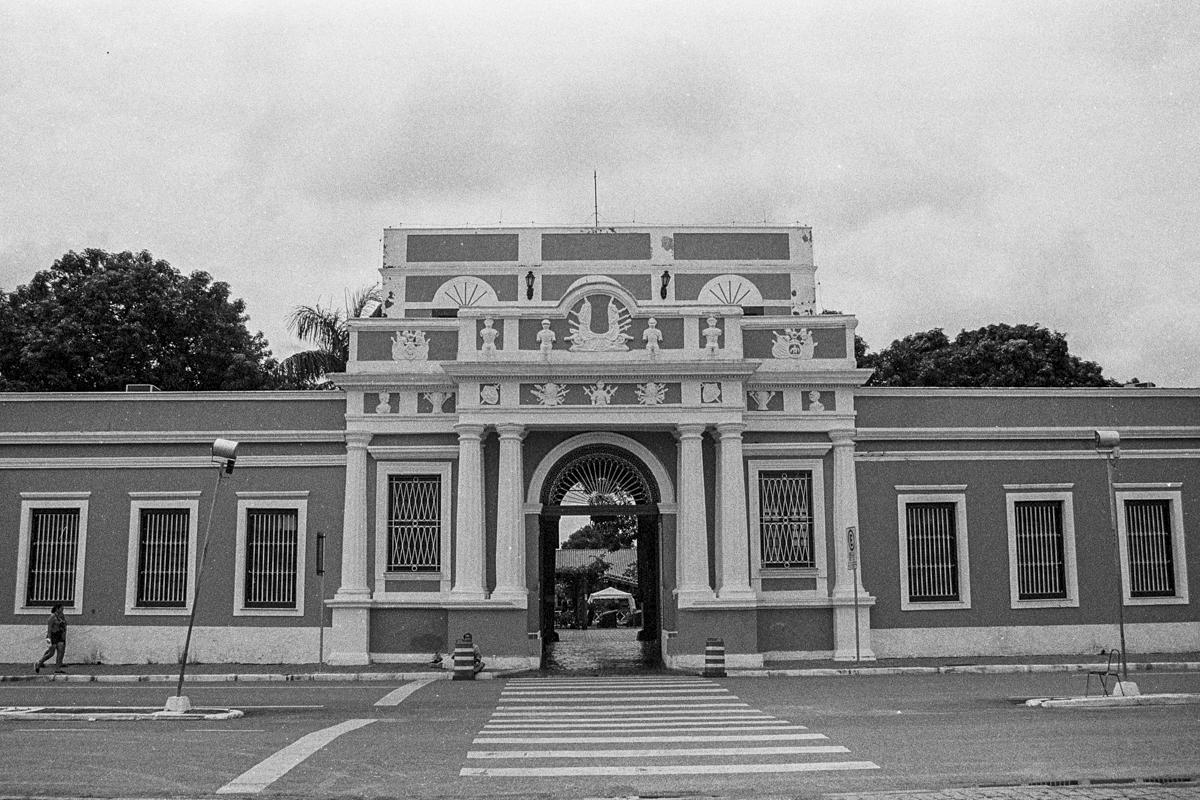
SESC Arsenal, Cuiabá, Mato Grosso, Brasil (fotografia analógica)

O prédio tombado é uma das referências em Mato Grosso no Dia do Patrimônio, comemorado em 17 de agosto.
A família real portuguesa determinou sua construção por meio de uma carta régia assinada por Dom João VI, em 1818. As obras começaram em 1819 e seguiram por 13 anos, até que as portas fossem abertas oficialmente. A primeira função do local, batizado como Real Trem de Guerra, foi atender a demanda militar de conserto e fábrica de armas. O prédio foi ampliado em 1848, quando as famosas varandas foram concebidas. Os corredores abraçam o edifício como uma poesia contínua, sendo impossível determinar o seu começo e fim.
A Guerra do Paraguai, iniciada em 1864, transformou o Real Trem de Guerra em um ponto estratégico para o exército, funcionando como um estoque de armamentos e canhões. Posteriormente, se tornou uma escola de reparos de armas e uma fábrica de pólvora.
As marcas históricas estão expressas nas paredes, em relevos que revelam insígnias militares na fachada principal, no chão da entrada que tem balas de canhão como piso e no jardim do casarão que preserva os canhões herdados do exército.

O Arsenal de Guerra em 1920

A construção do edifício empregou técnicas construtivas e materiais da região para erguer um edifício neoclássico, nos moldes franco lusitanos que caracterizavam, em maioria, as construções oficiais do Rio de Janeiro. Os ambientes internos são protegidos por um avarandado ininterrupto. As insígnias da Casa Militar estão nos frisos em relevos simétricos, destacados das superfícies lisas para atender à sobriedade que qualifica o estilo, observado na composição da fachada principal. A cor ocre para as áreas planas e brancas para os relevos acentua a composição e torna ainda mais expressiva a linearidade clássica.
As sucessivas reformas e ampliações modificaram aspectos interiores, mas evitaram alterações estruturais da fisionomia original do bem tombado. Atualmente é administrado pelo SESC, que promoveu intensa revitalização no prédio, criando salas de cinema, vídeo, bibliotecas, banheiros e espaços lúdicos e um restaurante em amplo espaço externo. Os espaços internos são protegidos por um avarandado ininterrupto. As insígnias da militares encontram-se representadas nos frisos, em relevos simétricos, destacados das superfícies lisas para atender à sobriedade que qualifica o estilo, observado na composição da fachada principal. As cores ocre para as áreas planas e branco para os relevos acentuam a composição e tornam ainda mais expressiva a linearidade clássica.

## Atividades disponíveis

### O Sesc Arsenal tem:[9]
- Espaço de Alimentação;
- Espaço do Artesanato;
- Ateliê de Artes;
- Galeria de Artes;
- Teatro;
- Cinema;
- Biblioteca;
- Biblioteca Infantil;
- Núcleo de Música;
- Núcleo de Artes Cênicas;
- Academia;
- Piscina;
- Sala de Dança;
- Sala de Pilates.

## Feira Cultura e Gastronômica do Bulixo
Bulixo ou bolicho é um termo cuiabano para uma venda onde se encontra de tudo. Pode ser um bar ou uma mercearia cuja característica principal é a variedade de produtos. O Projeto Bulixo promovido pelo SESC Arsenal tem como foco o resgate a promoção e venda de comidas típicas e artigos artesanais.